# Tibouchina mutabilis
Tibouchina mutabilis är en tvåhjärtbladig växtart som beskrevs av Célestin Alfred Cogniaux. Tibouchina mutabilis ingår i släktet Tibouchina och familjen Melastomataceae. Inga underarter finns listade i Catalogue of Life.

## Bildgalleri

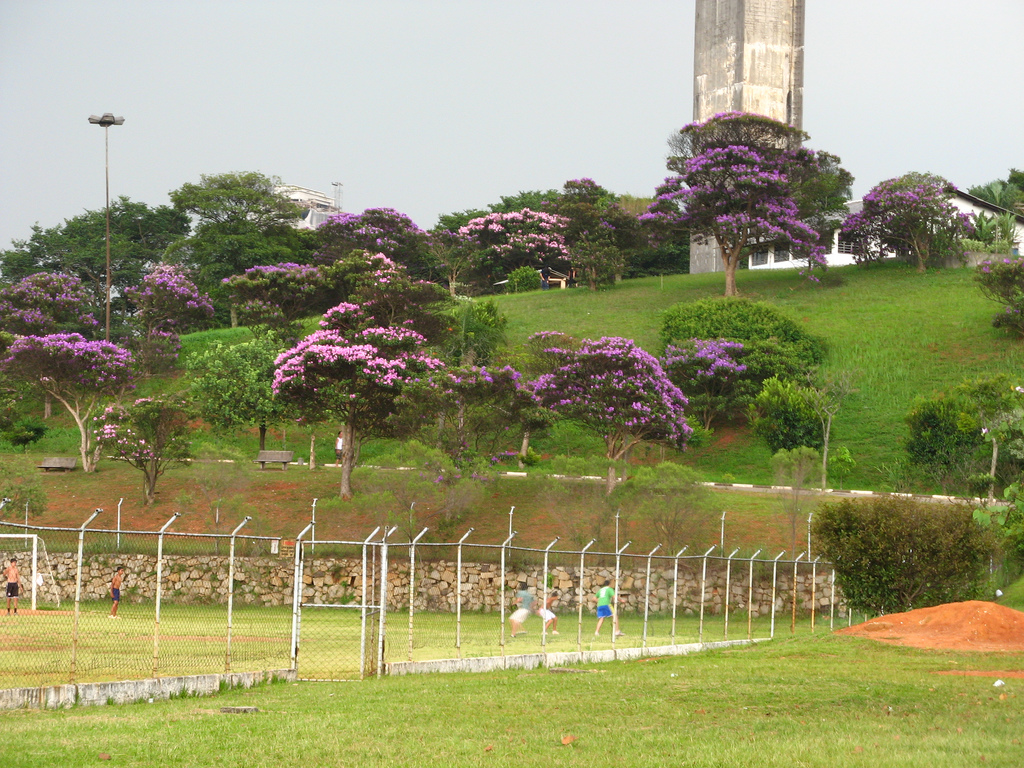
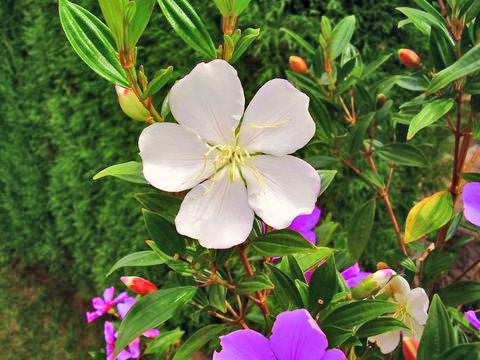
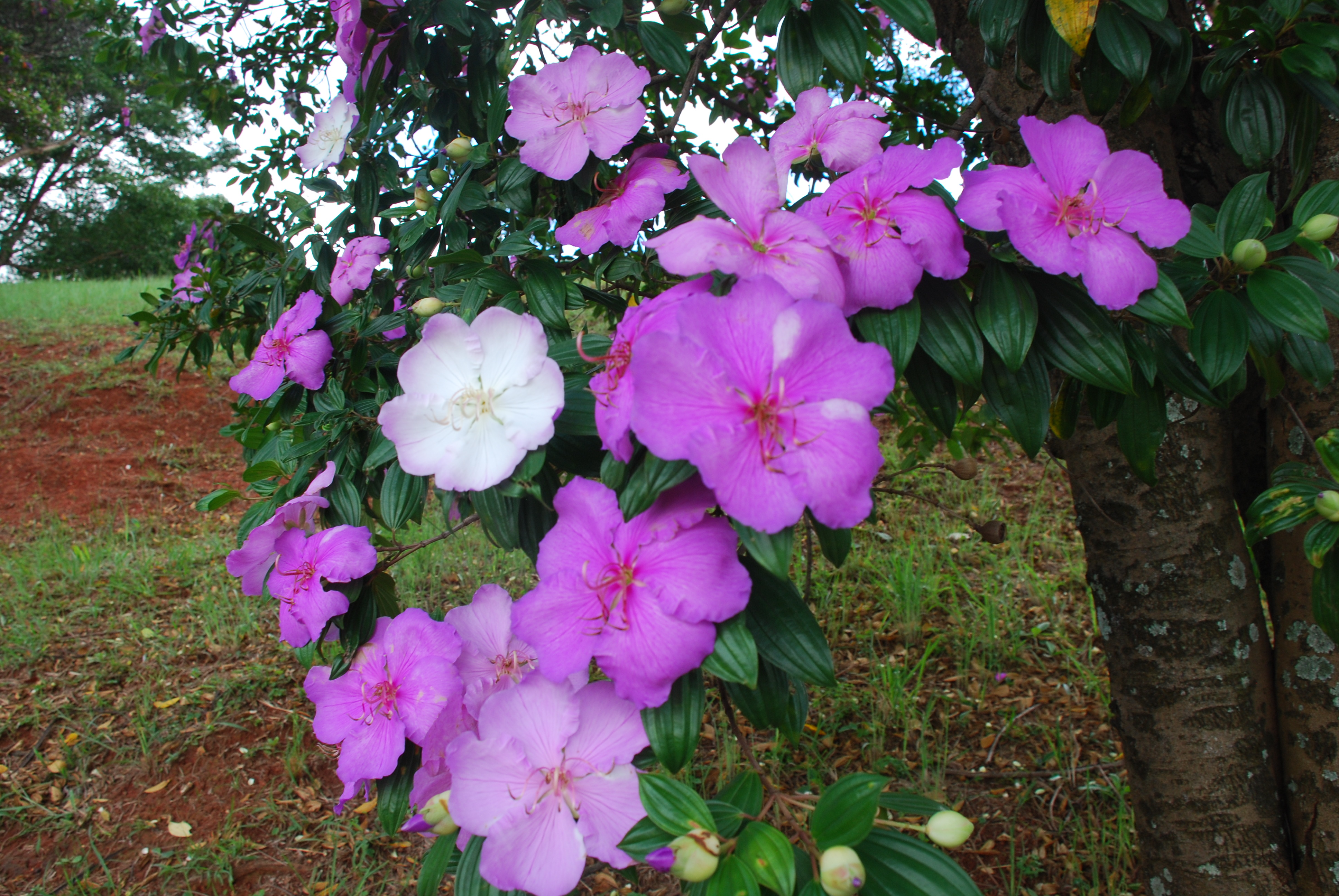
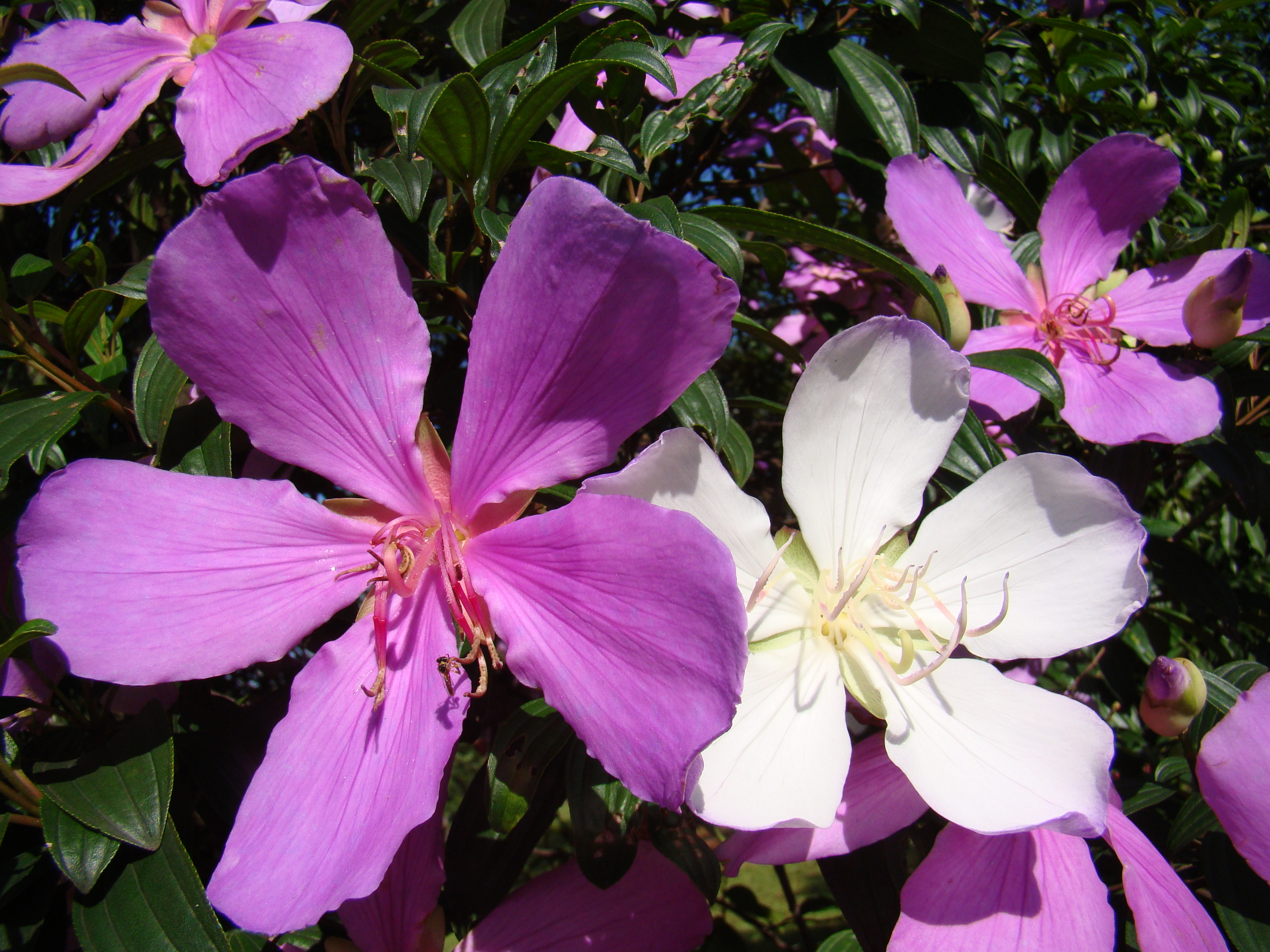